# Human Rights Watch
A Human Rights Watch (HRW, lit. Observatório (ou Vigília) dos Direitos Humanos) é uma organização internacional não governamental que defende e realiza pesquisas sobre os direitos humanos. A sede da HRW está localizada na cidade de Nova York e a organização mantém escritórios em Amsterdã, Beirute, Berlim, Bruxelas, Chicago, Genebra, Johanesburgo, Londres, Los Angeles, Moscou, Paris, São Francisco, Tóquio, Toronto, Washington, DC. Em 2014, abriu sua primeira filial na América do Sul, em São Paulo.
A Human Rights Watch age por meio da criação de relatórios sobre violações à Carta dos Direitos do Homem, bem como a outras normas relativas a direitos humanos a nível internacional. Com o objectivo de chamar a atenção da comunidade global para abusos existentes, e também para criar pressão sobre os governos, esses relatórios resultam em cobertura nos meios de comunicação locais e internacionais. Sua metodologia é: investigar, denunciar e pressionar.
Os relatórios tocam em assuntos como discriminação sexual e social, tortura, uso de crianças para fins militares, corrupção política, abusos do sistema judicial, e violações das leis do direito humanitário internacional.

## História
A Human Rights Watch foi fundada como uma ONG americana em 1978, sob o nome de Helsinki Watch, cuja missão era monitorar o cumprimento pela então União Soviética dos Acordos de Helsinque. A Helsinki Watch adotou a prática de publicamente "nomear e envergonhar" governos abusivos através de coberturas jornalísticas e colaborações com formuladores de políticas. Ao expor internacionalmente as violações dos direitos humanos na União Soviética e em seus parceiros europeus, a organização contribuiu para as transformações democráticas da região no final de 1980.
Em seguida, a Americas Watch foi fundada em 1981, quando violentas guerras civis permeavam a América Central. Baseando-se em extensas averiguações locais, a Americas Watch não só relatou abusos por parte de governos como também usou as leis do direito humanitário internacional para investigar e expor crimes de guerra cometidos por grupos rebeldes. Além de aumentar a visibilidade dos países afetados, a organização examinou o papel desempenhado por governos estrangeiros, particularmente o dos Estados Unidos, em fornecer apoio militar, financeiro e político a regimes abusivos.
Em consequência do sucesso dessa tática de advocacy, a Asia Watch (1985), a África Watch (1988), e a Middle East Watch (1989) foram fundadas, formando o grupo conhecido como "Comitês de Vigilância". Em 1988 esses comitês foram unidos, formando a Human Rights Watch.

## Perfil
Em conformidade com a Declaração Universal dos Direitos Humanos, a Human Rights Watch (HRW) opõe-se a violações de direitos humanos básicos, incluindo a pena de morte e discriminação baseada na orientação sexual. A HRW também defende outras liberdades relacionadas a direitos humanos fundamentais, como a liberdade de religião e liberdade de imprensa.
A Human Rights Watch publica relatórios de investigações de violações das normas internacionais estabelecidas na Declaração Universal dos Direitos Humanos, além de outras regras relacionadas aceitas internacionalmente. Esses relatórios são utilizados para chamar a atenção internacional para os abusos e pressionar governos e  organizações a repararem os crimes cometidos. Para a coleta de informacões dos relatorios, pesquisadores são enviados em missões com a finalidade de investigar situações suspeitas. Usando a diplomacia, fazem contato com as vítimas, descrevendo situaçes publicas e historias de individuos, enquanto proporcionando a segurança necessária em situações críticas. Depois de serem publicados, estes relatórios  geram cobertura nos meios de comunicação locais e internacionais. As questões levantadas pela Human Rights Watch, em seus relatórios incluem a discriminação social e de gênero, tortura, uso militar de crianças, corrupção política, abusos em sistemas de justiça penal, a legalização do aborto, e violações do direito internacional humanitário.
Anualmente a HRW publica o “Relatorio Mundial,” um resumo das condições dos direitos humanos em mais de 90 paises e territórios.  Atualmente em sua 25ª edição, este almanaque reflete o extensivo trabalho de investigação que os pesquisadores e outros funcionários da HRW conduziram durante o ano, frequentemente em parceria com ativistas locais.
A Human Rights Watch também suporta escritores de todo o mundo que estão sendo perseguidos por seu trabalho e precisam de assistência financeira. Os subsídios Hellman/Hammett são financiados pelo patrimonio deixado pela dramaturga Lillian Hellman e seu companheiro de longa data, o romancista Dashiell Hammett. Além de fornecer assistência financeira, as subvenções Hellman / Hammett ajudam a aumentar a atenção internacional aos ativistas que estão sendo silenciados por defenderem  direitos humanos.
A cada ano, a organização apresenta o Prêmio Defensor dos Direitos Humanos a ativistas de todo o mundo que demonstram liderança e coragem em defesa dos direitos humanos. Os vencedores do prêmio trabalham em  colaboração com a HRW ao investigar e expor abusos .
A HRW também é a co-presidente da Campanha Internacional para a Proibição das Minas Terrestres, uma coligação global de grupos da sociedade civil que pressionaram com sucesso a introdução do Tratado de Ottawa, que proibe o uso de minas terrestres por ser uma arma indiscriminada de incrível longevidade, resultando no Premio Nobel da Paz em 1997.

### Comparação com a Anistia Internacional
A Human Rights Watch e a Anistia Internacional são as duas únicas organizações internacionais de direitos humanos orientadas para o Ocidente que operam na maioria das situações de opressão ou abusos graves em todo o mundo. As principais diferenças residem na estrutura e nos métodos do grupo para promover a mudança.
A Anistia Internacional é uma organização de associação em massa. A mobilização desses membros é a ferramenta central de apoio dado à organização. Os principais produtos da Human Rights Watch são suas pesquisas direcionadas a crises e relatórios extensos, enquanto a Anistia Internacional faz lobby e escreve relatórios detalhados, mas também se concentra em campanhas de redação de cartas em massa, adotando indivíduos como "prisioneiros de consciência" e fazendo lobby por sua libertação. A Human Rights Watch faz pressão abertamente por ações específicas para outros governos tomarem contra os infratores dos direitos humanos, incluindo pressão pela prisão de indivíduos específicos ou  sanções a serem aplicadas contra certos países, recentemente pedindo sanções punitivas contra os principais líderes no Sudão que supervisionaram uma campanha de assassinatos em Darfur. O grupo também pediu a libertação de ativistas de direitos humanos detidos no Sudão.
Suas documentações de abusos de direitos humanos geralmente incluem análises extensas das origens políticas e históricas dos conflitos em questão, algumas das quais foram publicadas em periódicos acadêmicos. Os relatórios da AI, por outro lado, tendem a conter análises menores e, em vez disso, enfocam abusos de direitos específicos.
Em 2010, Jonathan Foreman escreveu que a HRW "quase eclipsou" a Anistia Internacional. De acordo com Foreman, em vez de ser sustentada por uma massa de membros, como a AI, a HRW depende de doadores ricos que gostam de ver os relatórios da organização virarem manchetes. Por isso, de acordo com Foremen, pode ser que organizações como a HRW "se concentrem demais em lugares com os quais a mídia já se preocupa", especialmente na cobertura desproporcional de Israel.

## Críticas
A HRW tem sido criticada por viés político pelos governos nacionais que investigou por violações dos direitos humanos, pela NGO Monitor, e pelo fundador da própria HRW, e antigo presidente, Robert L. Bernstein. As alegações de enviesamento incluíram influência indevida da política do governo dos Estados Unidos, afirmando que a HRW é enviesada contra Israel (e concentra a atenção indevida no conflito israelo-árabe). A HRW também tem sido criticada por uma metodologia de investigação pobre e verificação de factos laxista, e ignorando os abusos dos direitos humanos dos regimes menos abertos. A HRW tem abordado publicamente e regularmente, frequentemente negando as críticas aos seus relatórios e conclusões.
Segundo o Democracy Now, a HRW também tem sido criticada por ter uma "porta giratória" com o governo dos EUA, uma acusação que a HRW contesta.
Em 2020, o Conselho de Administração da HRW descobriu que a Human Rights Watch aceitou uma doação de $470.000 do magnata imobiliário saudita Mohamed Bin Issa Al Jaber, proprietário de uma empresa que a HRW tinha "identificado como cúmplice no abuso dos direitos laborais", na condição de a doação não ser utilizada para apoiar a advocacia LGBT no Médio Oriente e Norte de África. A doação foi devolvida e a Human Rights Watch emitiu uma declaração dizendo que aceitar o financiamento foi uma "decisão profundamente lamentável" em resposta ao relatório de investigação da The Intercept sobre a doação.

## HRW no Brasil
O Brasil é reconhecido pela HRW como uma das democracias mais influentes em termos regionais e globais, e uma voz cada vez mais importante em debates sobre as respostas internacionais em questões de direitos humanos. Ao mesmo tempo, o pais tem sido persuadido a atuar a favor de reformas  de seus infringimentos aos direitos humanos, como a violência policial, tortura, condições penitenciárias, liberdade de expressão, direitos reprodutivos, orientação sexual, direitos trabalhistas, violência contra os índios, e a necessidade de julgar abusos durante a ditadura military. Em 2014, a HRW abriu o seu primeiro escritorio na America Latina em São Paulo, sob a diretoria de Maria Laura Canineu. Em 2015, Edmond Sakai assume a diretoria adjunta responsável pelas relações institucionais da HRW no Brasil.

### Massacre do Carandiru
Em 1992, investigou as alegadas violações dos direitos humanos cometidas no presídio brasileiro Casa de Detenção de São Paulo - também conhecida como Carandiru - na qual, durante uma rebelião, 111 detentos foram mortos pela polícia. Esse episódio ficou internacionalmente conhecido como "Massacre do Carandiru" e a Human Rights Watch - juntamente com o Centro pela Justiça e o Direito Internacional (CEJIL) e a Comissão Teotônio Vilela/SP - apresentou denúncia desse massacre à Comissão Interamericana de Direitos Humanos da Organização dos Estados Americanos (OEA) em 22 de fevereiro de 1994 (Caso n.º 11.291).

## Premiações e homenagens
- Em 1º de abril de 1996, recebeu a Medalha Chico Mendes de Resistência do Grupo Tortura Nunca Mais por sua defesa dos Direitos Humanos[17]